# アフリカ諸国連合

アフリカ諸国連合
Union des Etats africains
(フランス語)

Union of African States
(英語)

アフリカ諸国連合の国旗（1958年から1961年まで）

アフリカ諸国連合（アフリカしょこくれんごう）はマリ、ガーナ、ギニアの西アフリカ三ヵ国で1958年から1963年まで続いた国家連合。結成当初はガーナとギニアによるガーナ・ギニア連合だったが、1959年にアフリカ諸国連合に改称し、1961年にマリが参加した。英語ではUnion of African Statesとなる。なお、アフリカ連合との混同を避けるため、西アフリカ諸国連合という名称もしばし使用される。

## 結成
1958年10月2日にフランス領西アフリカから独立したギニアと1957年3月6日にイギリス領ゴールドコーストから独立したガーナは、当時のガーナの首相であるクワメ・エンクルマと当時のギニアの大統領であるセク・トゥーレの会談の結果、経済の安定等を目的としたアフリカ諸国連合を1958年11月23日に結成した。宗主国フランスからの援助が途絶えたギニアへの資金援助や、二ヵ国での集団安全保障なども行い、アフリカ統一機構結成に先駆けた汎アフリカ主義に基づくこの連合の結成には、大きな意味があった。
一方、フランス領スーダンとセネガルは1959年4月4日にマリ連邦を結成して1960年6月20日にフランスから独立した。しかしこれは長く続かず、同年8月20日にセネガルが分離独立し、残ったスーダン共和国はマリ共和国に改称した。その後、モディボ・ケイタ初代マリ大統領はアフリカ統一志向だったため、1961年7月1日に、この連合に参加した。国家連合から単一国家の連邦にする話も持ち上がったが、実現はしなかった。

## 崩壊
アフリカ社会主義を唱えたケイタは、マリの社会主義化を押し進めたものの、国民の不満を買ったため、1963年11月19日にクーデターにより捕らえられ、ケイタ政権は崩壊した。この影響を受けて、この連合も解散した。しかし、その後も三ヵ国の関係は良かった。ガーナでクーデターが起きた際に中国を訪問していたエンクルマの亡命をギニアは受け入れ、トゥーレはギニアの共同大統領にエンクルマを任命している。

## 面積と人口
まず、この連合はあくまでも国家連合であり、単一国家ではない。また、連邦のように一つの国家になったわけでもない。その為、連合の首都は存在しない。
- 内訳 人口(推定)、面積は1962年のもの。

|        | 人口(人)   | 面積(km²) | 人口密度 (人／km²) |
| マリ   | 5,259,700  | 1,240,192 | 4.2                |
| ガーナ | 3,748,300  | 238,535   | 15.7               |
| ギニア | 3,645,900  | 245,857   | 14.8               |
| 合計   | 12,653,900 | 1,724,584 | 7.3                |
| ------ | ---------- | --------- | ------------------ |

なお、マリ加盟前の1958年時(ガーナ、ギニア)の面積は484,397km²。